# Juegos Parapanamericanos de 2027
Los Juegos Parapanamericanos de Lima 2027, oficialmente los VIII Juegos Parapanamericanos, se llevaran a del 13 al 22 de agosto del 2027 en Lima (Perú). Participarán paradeportistas de 34 países de América. Se prevé que esta edición cuente con 17 deportes. Los juegos servirán de clasificación para los Juegos Paralímpicos de Los Ángeles 2028.

## Proceso de elección

### Primer proceso
El proceso para elegir a la sede la edición de 2027, empezó en enero de 2021. Neven Ilic, presidente de Panam Sports, anuncia que el proceso de elección se pospone hasta enero de 2022. Esto hizo que el plazo límite a los interesados, culmine el 15 de noviembre de 2021. Las ciudades interesadas fueron:
- Barranquilla [1]
- Buenos Aires [2]
- Santa Cruz de la Sierra [3]

#### Ciudad elegida
Barranquilla fue elegida el 16 de junio de 2021 por unanimidad al ser la única ciudad que postuló formalmente. El 28 de agosto del mismo año, se hizo el anuncio público de que la ciudad acogería la edición de 2027. El 7 de noviembre de 2023, fue constituido en Barranquilla el Comité Organizador de los Juegos Panamericanos de 2027.
| Asamblea General Extraordinaria de Panam Sports 16 de junio de 2021, Santiago, Chile |            |
| Ciudad                                                                               | Votación   |
| Barranquilla (COL)                                                                   | Unanimidad |

#### Retiro de la sede
El 3 de enero de 2024, Panam Sports anunció el retiro de la sede a Barranquilla. Esto debido a que, el gobierno nacional, no giró el dinero correspondiente a los derechos de realización de las justas antes del 31 de diciembre de 2023.

### Segundo proceso

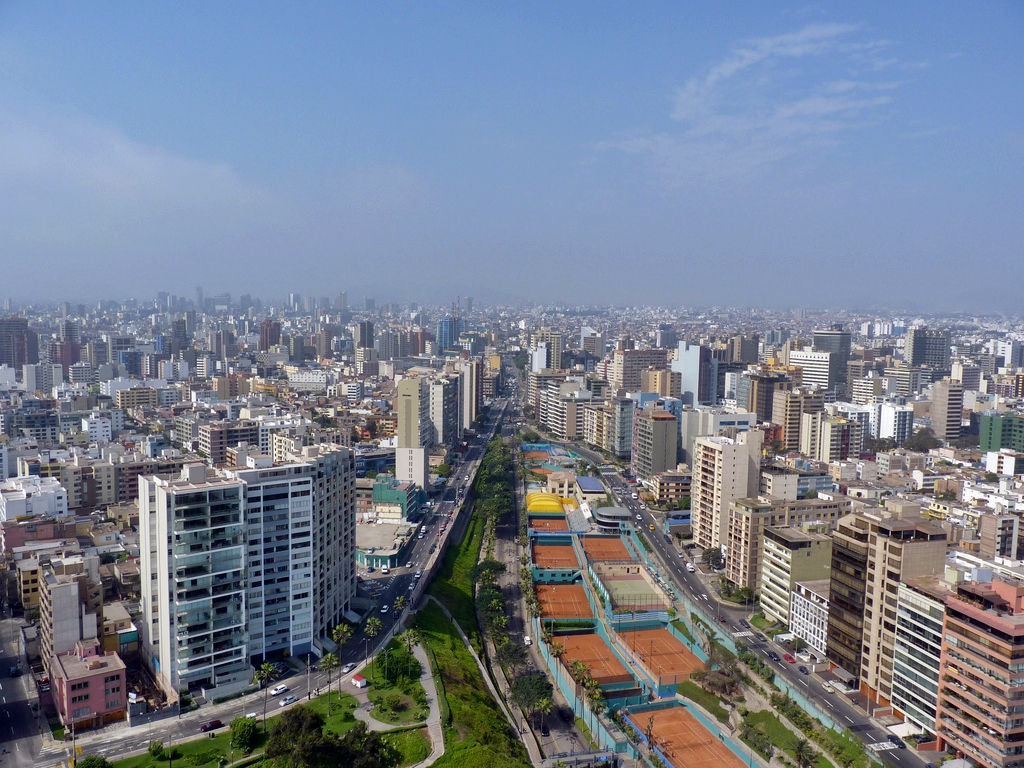
Lima, elegida por segunda vez como sede de los Juegos Panamericanos y Parapanamericanos.

Después de que Barranquilla fuera retirada como sede, se inició un nuevo proceso de licitación. El 5 de enero de 2024, Panam Sports invitó a sus Comités Nacionales miembros a hacer envío de la documentación necesaria para formalizar las candidaturas de las ciudades interesadas en albergar los juegos. El 31 de enero de 2024 fue el plazo límite para solicitar la sede y sólo dos ciudades postularon formalmente:
- Asunción [8][9]
- Lima [10]

#### Ciudad elegida
El 12 de marzo de 2024 se anunció a la ciudad de Lima, como la ganadora de los juegos bajo el lema "Ganamos Todos". La ciudad logró el 50% más uno de los votos requeridos para la elección, en la asamblea extraordinaria de Panam Sports, que tuvo lugar en Miami.
| Asamblea General Extraordinaria de Panam Sports 11 y 12 de marzo de 2024, Miami, Estados Unidos |          |
| Ciudad                                                                                          | Votación |
| Lima (PER)                                                                                      | 28       |
| Asunción (PAR)                                                                                  | 24       |

#### Candidaturas descartadas
- Barranquilla [14][15][16]
- Guadalajara o Monterrey [17][18]
- São Paulo [19][20]

## Sedes e instalaciones deportivas
Al igual que para los Juegos Panamericanos de 2027, en los Juegos Parapanamericanos se usará la infraestructura legado que dejó Lima 2019. Un total del 90% de los escenarios deportivos se repetirán entre ambas ediciones. También, se incluye el uso de partes de la  Villa Panamericana construida para el 2019.
Como parte de las nuevas obras planificadas para el 2027, se construirá:
- Villa Panamericana: Construcción de cinco torres adicionales con 10 pisos cada una.

Sin embargo, este proyecto es más compacto que el realizado para los Juegos Panamericanos de 2019 con instalaciones ubicadas entre las ciudades de Lima y Callao.
El pilar principal de la candidatura fue que, las sedes deportivas están operativas para usarse. Esto debido a que Legado, entidad que estaba encargada del manejo y mantenimiento de los recintos deportivos después de Lima 2019, ha estado organizando diversos eventos deportivos nacionales e internacionales así como programa de talleres deportivos en los recintos. Por eso, con miras al 2027, el Comité mencionó que habrán actualizaciones tecnológicas y algunas ampliaciones temporales en la capacidad.
     Legado Lima 2019 (Sede operativa)      Nueva construcción / En construcción      Mejoramiento      Existente

### Clúster Callao
El primer clúster estará ubicado en la Provincia constitucional del Callao. Los eventos se desarrollaran en dos recintos:
- La Villa Deportiva del Callao, un complejo deportivo ubicado en el distrito de Bellavista. Cuenta con diversas instalaciones deportivas siendo su recinto principal el estadio Miguel Grau y el coliseo Miguel Grau. Asimismo cuenta con campos de tenis, fútbol, béisbol y sóftbol. Durante los juegos de Lima 2019, el recinto fue sede del golbol, para taekwondo y voleibol sentado. Para el 2027, acogerá los mismos deportes.

| Sede                       | Recinto              | Ciudad | Deporte                           | Capacidad | Estado           | Bus_icon_black_and_transparent_background |
| -------------------------- | -------------------- | ------ | --------------------------------- | --------- | ---------------- | ----------------------------------------- |
| Villa Deportiva del Callao | Coliseo Miguel Grau  | Callao | Golbol                            | 2 400     | Legado Lima 2019 | 201                                       |
| Villa Deportiva del Callao | Polideportivo Callao | Callao | Para taekwondo y Voleibol sentado | 6 100     | Legado Lima 2019 | 201                                       |

### Clúster Oeste
El segundo clúster está en la ciudad de Lima:
- El Parque Panamericano de la Costa Verde se encuentra ubicado en el distrito de San Miguel. Se trata de una instalación deportiva ubicada en la Costa Verde de la ciudad. Al igual que en 2019, volverá a acoger la competición de Para ciclismo de ruta.

| Sede                                  | Recinto     | Ciudad | Deporte               | Capacidad | Estado    | Bus_icon_black_and_transparent_background |
| ------------------------------------- | ----------- | ------ | --------------------- | --------- | --------- | ----------------------------------------- |
| Parque Panamericano de la Costa Verde | Costa Verde | Lima   | Para ciclismo de ruta | Libre     | Existente |                                           |